# إستيبان غالارد
إستيبان غالارد مواليد 11 يناير 1901 في كوبا - الوفاة 07 أكتوبر 1929 في بوينس آيرس، كان ملاكم كوبي سابق صنّف ضمن فئة الوزن المتوسط.

## إحصائيات
خاض خلال مسيرته 66 نزالا، فاز في 53 وتعادل في 10 وخسر في 6. فاز بالضربة القاضية في 34 نزالا.

## روابط خارجية
- إستيبان غالارد على موقع بوكس ريك (الإنجليزية) (registration required)